# Mastúsia
El Cap Mastúsia (grec antic: Μαστουσία ἄκρα, llatí: Mastusia; en italià, Capo Greco; en anglès, Cape Helles) era el nom clàssic d'un promontori situat a l'extrem sud del Quersonès Traci, davant Sigèon. Una mica a l'est hi havia la ciutat d'Eleünt, segons les descripcions de Claudi Ptolemeu, Plini el Vell i Pomponi Mela. Aquest nom el portava també una muntanya de Jònia al peu de la qual hi havia la ciutat d'Esmirna.